# Build
Build és una conferència anual organitzat per Microsoft, dirigit cap a programari i desenvolupador web utilitzant Windows, Windows Phone, Microsoft Azure i altres tecnologies de Microsoft. Realitzat per primera vegada en 2011, serveix com un successor per als esdeveniments anteriors per a desenvolupadors de Microsoft, la Professional Developers Conference (Un esdeveniment poc freqüent que cobria el desenvolupament de programari per al sistema operatiu Windows) i la MIX (Que abastava desenvolupament web centrat al voltant de la tecnologia de Microsoft, com ara Silverlight i ASP.net).

## Events

### 2011
Build 2011 es va celebrar del 13 set a 16 setembre 2011 a Anaheim, Califòrnia. La conferència es va centrar en gran manera de Windows 8, Windows Server 2012 i Visual Studio 2012; les seves versions Developer Preview també van ser alliberats durant la conferència. Els assistents també van rebre una tauletaSamsung enviament amb compilació de Windows 8 "Developer Preview".

### 2012
Celebrada al campus de Microsoft a Redmond des d'octubre 30 a novembre 2, 2012, l'edició de fabricació 2012 es va centrar en el recentment llançat Windows 8, juntament amb Windows Azure i Windows Phone 8. Els assistents van rebre una tauleta Surface RT amb Touch Protector, un telèfon intel·ligent Nokia Lumia 920, i 100 GB d'espai lliure a SkyDrive.

### 2013
Build 2013 es va celebrar del 26 juny a 28 juny 2013 al Moscone Center (Nord i Sud) en San Francisco. La conferència es fa servir sobretot per donar a conèixer l'actualització de Windows 8.1 per Windows 8. Cada participant va rebre una Surface Pro, Acer Iconia W3 (La primera tauleta de 8 polzades amb Windows 8) amb un teclat Bluetooth, un any d'Adobe Creative Cloud i 100 GB d'espai lliure a SkyDrive.

### 2014
BUILD 2014 es va celebrar al Moscone Center (Oest) en San Francisco del 2 d'abril al 4 d'abril de 2014. La data i el lloc de fabricació 2014 es van publicar abans d'hora pel lloc web de Microsoft el 12 de desembre de 2013, però va ser retirat posteriorment. Microsoft finalment va fer un anunci oficial l'endemà. Els assistents van rebre una Xbox One gratuïtament i una targeta regal pel valor de $500 Microsoft Store.

### 2015
BUILD 2015 es va celebrar al Moscone Center (Oest) en San Francisco del 29 d'abril a l'1 de maig de 2015. La quota d'inscripció és de 2.095 $, i es va obrir a les 9:00 PM APT el dijous 22 de gener i "venut" en menys d'una hora amb un nombre indeterminat d'assistents. els assistents van rebre un X360 HP Spectre ultrabook.